# غانيرليكس
غانيرليكس (Ganirelix )، الذي يُباع تحت الإسم التجاري أورجالوتران (Orgalutran)و غيرها، هو دواء يستخدم في تقنيات التلقيح بالمساعدة لمنع التبويض المبكر،  مما يؤدي إلى زيادة عدد البويضات المناسبة و المتاحة للتخصيب في المختبر. و يتم إعطاؤه عن طريق الحقن تحت الجلد. 
تشمل الآثار الجانبية الشائعة لهذا العقار على: آلام البطن و الصداع و النزيف المهبلي و الغثيان و متلازمة فرط تحفيز المبيض.  و لا ينبغي تناوله من طرف الأشخاص الذين يعانون من حساسية اللاتكس .  كما لا ينبغي استخدامه بعد حدوث الحمل.  إنه عبارة عن مضاد لهرمون تحرير الغدد التناسلية (GnRH).  و يعمل عن طريق منع مستقبلات GnRH، مما يقلل من LH وبالتالي يوقف التبويض حتى يصبح ذلك مرغوبًا فيه. 
تمت الموافقة على استخدام هذا العقار طبيًا في الولايات المتحدة في عام 1999 و في أوروبا في عام 2000.   في الولايات المتحدة، تبلغ تكلفة 5 جرعات من 0.25 مجم حوالي 380 دولارًا أمريكيًا اعتبارًا من عام 2021. 